# Stacja czołowa (kolejnictwo)

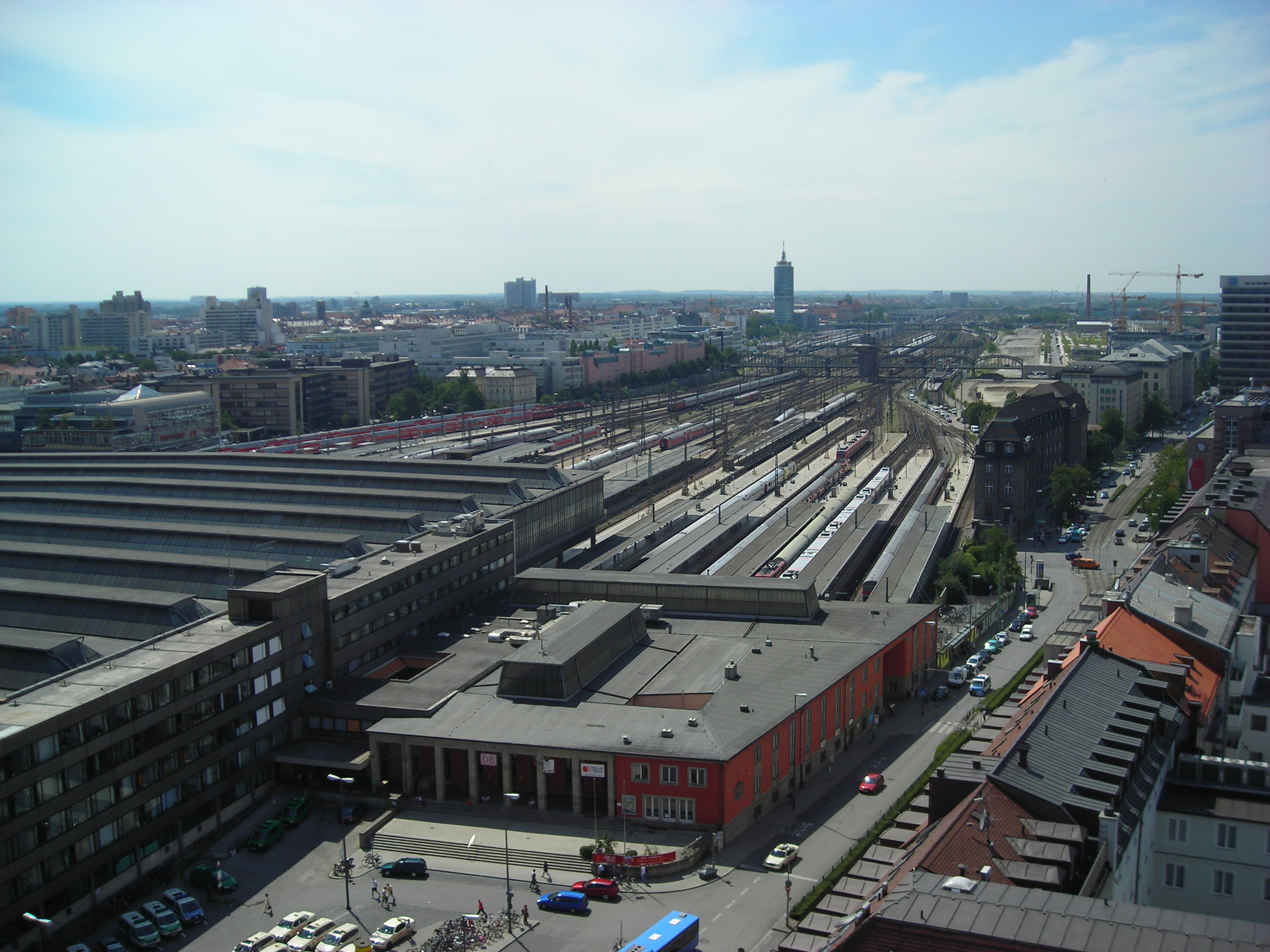
Dworzec w Monachium

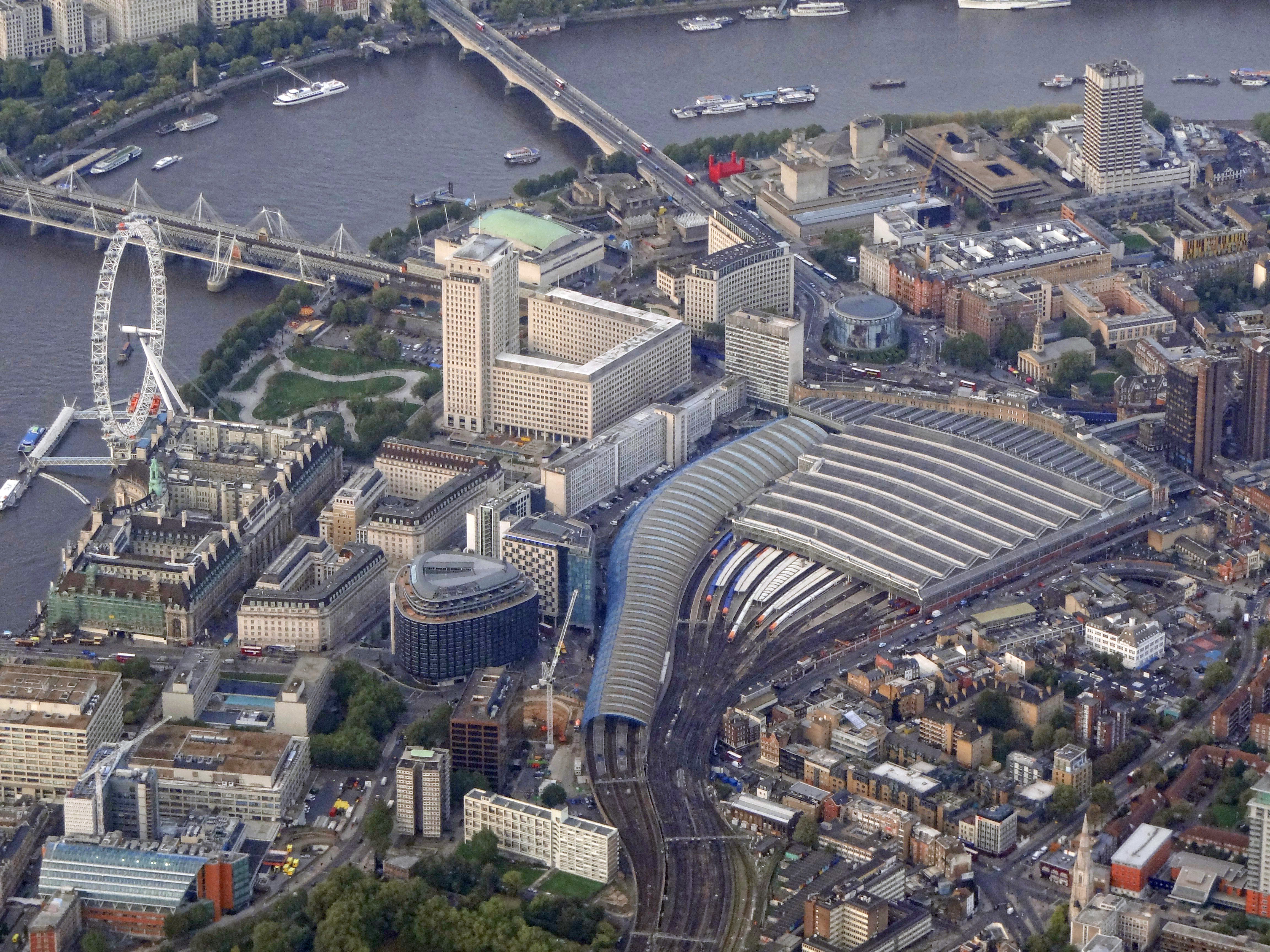
Dworzec Londyn Waterloo

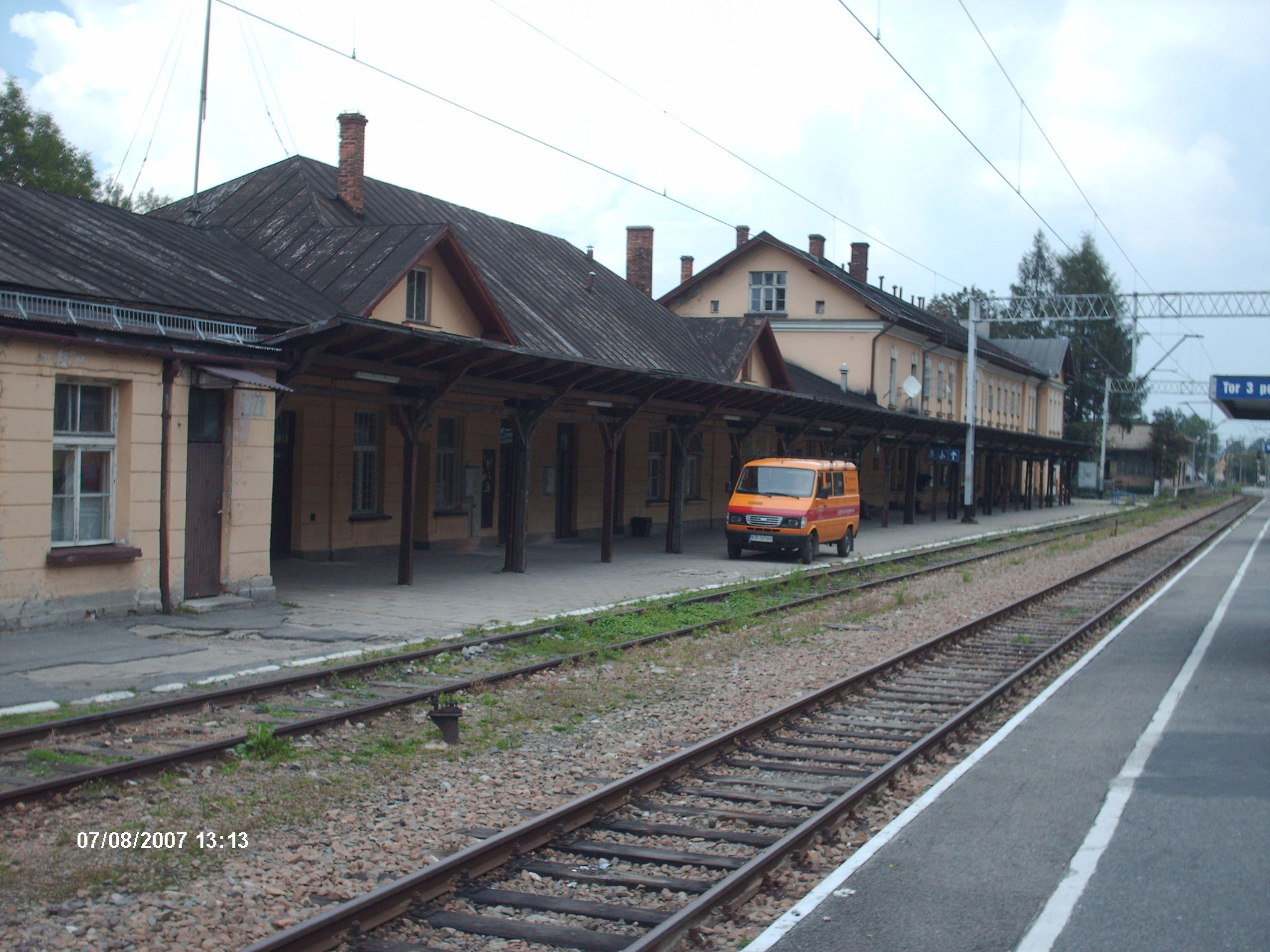
Stacja czołowa w Zakopanem

Stacja czołowa – rodzaj stacji kolejowej, z której szlaki kolejowe wybiegają tylko w jedną stronę, czyli możliwy jest wyjazd tylko w jednym kierunku.
Najczęściej stacje takie umiejscowione są na końcach linii kolejowych lub w miejscach, gdzie inne przeprowadzenie linii kolejowej nie byłoby możliwe ze względu na trudne usytuowanie geograficzne. Taka konstrukcja stacji jest wygodniejsza dla pasażerów. Wejście na stację jest umieszczone przy czole dworca, przez co pasażerowie mają łatwy dostęp do wszystkich pociągów na stacji. Nie jest także potrzebne budowanie przejść podziemnych z peronu na peron.
Przykładowe stacje czołowe:
- Łódź Fabryczna
- Warszawa Wileńska
- Suwałki
- Frankfurt (Main) Hauptbahnhof (Frankfurt nad Menem)
- Glasgow Central
- Helsinki
- Leipzig Hauptbahnhof (Lipsk; największy pod względem powierzchni dworzec w Europie)
- Milano Centrale (Mediolan)
- München Hauptbahnhof (Monachium)
- Roma Termini (Rzym)
- Stuttgart Hauptbahnhof
- Waterloo Station (Londyn)
- Wien Westbahnhof
- Zakopane
- Warszawa Główna